# Isocianeto
Não confundir com isocianato.
Um isocianeto (também chamado de isonitrila ou carbilamina) é um isómero do ácido cianídrico (ácido isocianídrico) e uma classe de compostos orgânicos de grupo funcional: R ─ N+≡C- . O radical orgânico é ligado ao grupo isocianeto pelo nitrogênio, não pelo carbono como nas nitrilas. São utilizados como componentes para síntese de outros compostos.

## Propriedades

### Físicas
No seu estado natural, os isocianetos são líquidos incolores que são facilmente solvidos no éter e álcool. 

### Químicas
No decorrer de um aquecimento, os isocianetos se transformam em nitrilas, os isocianetos são mais reativas do que estas, contudo, menos estáveis.

### Organolépticas
Os odores destas substâncias são desagradáveis, algumas delas podem decompor a sua volta por dias.

### Mesomeria

Fórmula que representa a mesomeria de um isocianeto.

O isocianeto é resultado de uma ligação dupla de ligações triplas do nitrogênio (Com a adesão, ou não de outro Radical químico, radical adverso) com o carbono.
Por exemplo, com o radical etil (CH3CH2-), o isocianeto teria a fórmula:
CH3 – CH2 – N ≡ C
(Isocianeto de etila)

### Toxicidade
Enquanto alguns isocianetos (por exemplo, o isocianeto de ciclohexila) são tóxicos, outros "não exibem toxicidades relevantes em mamíferos". Estudos toxicológicos feitos pela Bayer nos anos 60 mostraram que "doses orais e subcutâneas de 500-5000 mg/kg são toleradas por camundongos". 

## Síntese
Podemos obter os isocianetos de duas maneiras adversas, sendo elas:
- Através de uma reação de haletos com cianeto de prata (R-X + AgCN =>R-NC + AgX)

- Com a reação entre as aminas primárias com o clorofórmio (R-NH2 + CHCl3 3 NaOH =>R-NC + 3 NaCl + 3 H2O)

## Na natureza
Apenas alguns compostos naturais possuem função isocianeto. O primeiro foi descoberto em 1957 em um extrato de bolor da espécie Penicillium chrysogenum. Posteriormente, o composto xanthocillin foi usado como antibiótico. Desde então vários outros isocianetos foram isolados. A maioria dos isocianetos marinhos são terpenóides, enquanto alguns dos isocianetos terrestres originam-se de α-aminoácidos.

## Nomenclatura
O método adotado pela IUPAC para definir a nomenclatura de compostos do grupo dos isocianetos de acordo com a regra C-833.1 é:
Isocianeto de + radical ligado + a

Exemplos:
- Isocianeto de butila;
- Isocianeto de propila;
- Isocianeto de etila.